# Garcelles-Secqueville
Garcelles-Secqueville era una comuna francesa que estaba situada en el departamento de Calvados, de la región de Normandía que el 1 de enero de 2019 pasó a formar parte de la comuna nueva de Le Castelet como comuna delegada.

## Geografía
Está ubicada a 8 km al sur de Caen.

## Historia
Fue creada en 1827 con la unión de las comunas de Garcelles y Secqueville-la-Campagne.

## Demografía
| Gráfica de evolución demográfica de Garcelles-Secqueville entre 1831 y 2021 |
|                                                                             |

Los datos demográficos contemplados en este gráfico de la comuna de Garcelles-Secqueville se han cogido de 1831 a 1999 de la página francesa EHESS/Cassini, y los demás datos de la página del INSEE.